# Oiketicus angulatus
Oiketicus angulatus is een vlinder uit de familie zakjesdragers (Psychidae). De wetenschappelijke naam van deze soort is voor het eerst geldig gepubliceerd in 1929 door Gaede.